# Austromolophilus
Austromolophilus is een ondergeslacht van het geslacht van insecten Molophilus binnen de familie steltmuggen (Limoniidae).

## Soorten
Deze lijst van 65 stuks is mogelijk niet compleet.
- M. (Austromolophilus) acutistylus (Alexander, 1929)
- M. (Austromolophilus) aplectus (Alexander, 1929)
- M. (Austromolophilus) asthenes (Theischinger, 1992)
- M. (Austromolophilus) benesignatus (Theischinger, 1988)
- M. (Austromolophilus) binyana (Theischinger, 1992)
- M. (Austromolophilus) burraganee (Theischinger, 1992)
- M. (Austromolophilus) cassisi (Theischinger, 1988)
- M. (Austromolophilus) commoni (Theischinger, 1988)
- M. (Austromolophilus) coraperena (Theischinger, 1992)
- M. (Austromolophilus) cranstoni (Theischinger, 1992)
- M. (Austromolophilus) chrysopterus (Alexander, 1930)
- M. (Austromolophilus) declinatus (Theischinger, 1999)
- M. (Austromolophilus) denise (Theischinger, 1988)
- M. (Austromolophilus) dindi (Theischinger, 1992)
- M. (Austromolophilus) diversistylus (Alexander, 1927)
- M. (Austromolophilus) echidna (Theischinger, 1992)
- M. (Austromolophilus) eugonius (Alexander, 1927)
- M. (Austromolophilus) expansistylus (Alexander, 1929)
- M. (Austromolophilus) exquisitus (Alexander, 1929)
- M. (Austromolophilus) flexilis (Alexander, 1927)
- M. (Austromolophilus) fragillimus (Theischinger, 1988)
- M. (Austromolophilus) gracillimus (Alexander, 1927)
- M. (Austromolophilus) gurara (Theischinger, 2000)
- M. (Austromolophilus) gweeon (Theischinger, 1992)
- M. (Austromolophilus) heroni (Alexander, 1929)
- M. (Austromolophilus) illperippa (Theischinger, 1992)
- M. (Austromolophilus) incomptus (Alexander, 1927)
- M. (Austromolophilus) kirra (Theischinger, 1992)
- M. (Austromolophilus) kitchingi (Theischinger, 1994)
- M. (Austromolophilus) koorang (Theischinger, 1992)
- M. (Austromolophilus) kulai (Theischinger, 1994)
- M. (Austromolophilus) laoonana (Theischinger, 1994)
- M. (Austromolophilus) lea (Theischinger, 1992)
- M. (Austromolophilus) lewisianus (Theischinger, 1996)
- M. (Austromolophilus) loratus (Alexander, 1929)
- M. (Austromolophilus) mattfulleri (Theischinger, 1992)

- M. (Austromolophilus) mina (Theischinger, 2000)
- M. (Austromolophilus) ngernka (Theischinger, 1994)
- M. (Austromolophilus) nglaiye (Theischinger, 1994)
- M. (Austromolophilus) nini (Theischinger, 2000)
- M. (Austromolophilus) nurawordubununa (Theischinger, 1992)
- M. (Austromolophilus) palpera (Theischinger, 1992)
- M. (Austromolophilus) pervagatus (Skuse, 1890)
- M. (Austromolophilus) phyllis (Alexander, 1930)
- M. (Austromolophilus) picticeps (Alexander, 1927)
- M. (Austromolophilus) pictipes (Alexander, 1927)
- M. (Austromolophilus) pinta (Theischinger, 1992)
- M. (Austromolophilus) pulchripes (Skuse, 1890)
- M. (Austromolophilus) pusio (Alexander, 1927)
- M. (Austromolophilus) setuliferus (Alexander, 1927)
- M. (Austromolophilus) smithersi (Theischinger, 2000)
- M. (Austromolophilus) spetai (Theischinger, 1994)
- M. (Austromolophilus) subasper (Alexander, 1931)
- M. (Austromolophilus) subhastatus (Alexander, 1931)
- M. (Austromolophilus) tenuior (Theischinger, 1992)
- M. (Austromolophilus) tersus (Alexander, 1931)
- M. (Austromolophilus) trianguliferus (Alexander, 1927)
- M. (Austromolophilus) tugloensis (Theischinger, 2000)
- M. (Austromolophilus) uncinatus (Theischinger, 1988)
- M. (Austromolophilus) uptoni (Theischinger, 1988)
- M. (Austromolophilus) warriuka (Theischinger, 1992)
- M. (Austromolophilus) werrikimbe (Theischinger, 2000)
- M. (Austromolophilus) wieseri (Theischinger, 1994)
- M. (Austromolophilus) wilto (Theischinger, 2000)
- M. (Austromolophilus) yandala (Theischinger, 1992)